# 格雷姆·史密斯
格雷姆·史密斯（英語：Graeme Smith，1976年3月31日—），英国男子游泳运动员。他曾代表英国参加1996年和2004年夏季奥林匹克运动会游泳比赛，其中1996年奥运会获得一枚铜牌。